# Angry Samoans
Gli Angry Samoans sono una band hardcore punk/L.A. punk di Los Angeles dove si sono formati nel 1978.

## Storia

### Inizi
La band nasce nel '78 ad opera del batterista e futuro cantante e chitarrista, Mike Saunders, e il cantante Gregg Turner. I due erano reduci da un'esperienza con un'altra band dell'epoca, i VOM; Ai due si aggiungerà successivamente come bassista Heath Seifert. Durante la loro carriera il gruppo non riuscirà a mettere insieme che relativamente poche canzoni e sarà piuttosto mal visto dalla critica; in compenso realizzeranno un'elevatissima quantità di concerti in giro per tutta la California. Nel 1980 arrivano alla loro prima pubblicazione, per un'etichetta indipendente, la Bad Trip. L'esordio s'intitola Inside My Brain.

### Maturità
Successivamente nella band arriva un quarto membro alla chitarra solista: Jonathan Hall. Quasi contemporaneamente i rapporti tra i due fondatori, Gregg Turner e Mike Saunders, iniziano a incrinarsi e ciò sfocia nell'abbandono di Gregg; allora Mike prende le redini del gruppo e passa dalla batteria alla voce, divenendo nuovo leader. Così finalmente nel 1982 il gruppo pubblica il primo album completo, Back From Samoa (Bad Trip, 1982), ancora per la Bad Trip. Il disco conteneva quattordici canzoni per diciassette minuti in tutto ed ebbe un discreto successo commerciale per essere un LP proveniente da una label indipendente.
Dopo poco meno di quattro anni, tra qualche concerto e lunghi silenzi, il gruppo pubblica un nuovo EP, Yesterday Started Tomorrow, che ottiene pochissimo successo anche per la scarsa qualità delle registrazioni.

### Ultimi anni
Il gruppo ci prova ancora, un'ultima volta, nel 1988, quando viene lanciato dalla PVC STP Not LSD, ovvero l'ultima pubblicazione ufficiale. Vista la cattiva accoglienza di pubblico e critica (da quest'ultima gli Angry Samoans erano sempre stati mal visti), Mike decide definitivamente di sciogliere la band. Nel 1995 la Triple X pubblicherà una loro raccolta, Unboxed Set.

### Futuro di Mike Saunders
Mike Saunders ha continuato la sua carriera solista, continuando a produrre per la Triple X, nuova fedele etichetta. Nel 1991 esce il suo esordio, Plays the Hits of the 90's, che passerà piuttosto inosservato; poco dopo fonderà un gruppo, i Metal Mike, coi quali però non riuscirà a combinare più di quanto già fatto in passato. Ne usciranno due EP, Ted Nugent Is Not My Dad e My Girlfriend Is A Rock. Nel 1994 uscirà una raccolta.

## Curiosità
- Gli Angry Samoans pubblicarono ufficialmente nella loro carriera solo 43 canzoni, brevi al punto da essere contenute tutte nella raccolta Unboxed Set.

## Formazione storica e turnisti
- Mike Saunders - voce, chitarra e batteria
- Gregg Turner - voce
- Jonathan Hall - chitarra solista
- Heath Seifert - basso
- Bill Vockeroth - batteria
  - Chitarristi turnisti:
  - Bonze Blayk – (1978–1979)
  - P.J. Galligan  (1979–1984)
  - Steve Drojensky (1984–1988)
  - Alison Victor -- (1996)
  - Mark Byrne –  (1996–1998)
  - Jonathan Hall (1998–2003)
  - Kevin Joseph (2006–2010)
  - Landon Gale-George (2007)
  - Colin Alflen –  (2011–present)
  - Nathan Javier –  (2012–present)

- 1980 - Inside My Brain
- 1982 - Back From Samoa
- 1987 - Yesterday Started Tomorrow
- 1988 - STP Not LSD
- 1990 - Return to Samoa
- 1992 - Live at Rhino Records
- 1995 - The Unboxed Set
- 1999 - The '90s Suck and So Do You
- 2006 - Fuck the War-EP

### Apparizioni in compilation
- Faster & Louder: Hardcore Punk, Vol. 1